# 大直街德国路德会教堂
大直街路德会教堂是德国侨民在哈尔滨建造的2所教堂之一（另一座是位于南岗雨阳街的路德教堂，建于1924年），也是当年哈尔滨规模最大的一座侨民基督教堂。现在是黑龙江省哈尔滨市主要的基督教堂之一，名为南岗礼拜堂。

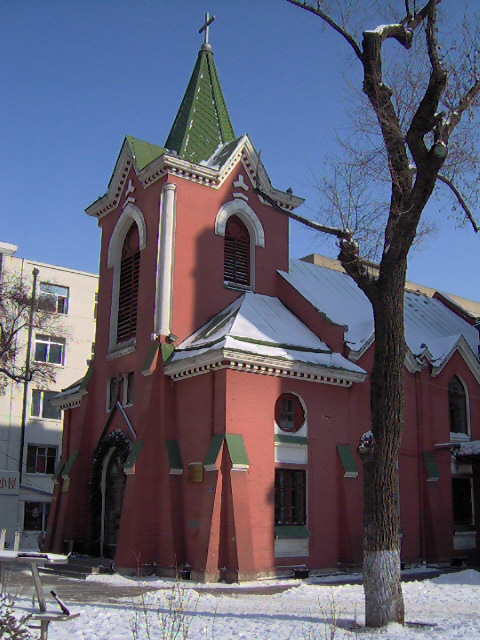
雪后的教堂

1912年，德国路德会牧师贾乐天在哈尔滨的市中心，南岗东大直街创建一座新哥特式教堂，1916年10月竣工。教堂面积227平方米，可容纳700余人。建筑式样简洁明快，少用雕饰，只以尖拱和倾斜的屋顶强调其高度，而暗红的加厚墙壁与翠绿的屋顶则构成鲜明的色差。
1958年，该堂为哈尔滨三处保留教堂之一（另两座为道里端街和道外十六道街），文化大革命期间关闭。1981年重新开放，这时它是哈尔滨保留下来的最大的1个基督教堂。但相对于1980年代迅速增加到数千人的基督徒人数而言，从前为少数侨民服务的教堂规模实在是显得过于狭小了，每逢礼拜总是拥挤不堪。
该教堂被列为哈尔滨市一类保护建筑。其西侧就是中国唯一正式对外开展宗教活动的东正教堂哈尔滨圣母守护教堂，对面则是从前的波兰天主堂，今天黑龙江最大的天主教堂—东大直街耶稣圣心主教座堂。2007年9月30日，列为哈尔滨市文物保护单位。